# Booba

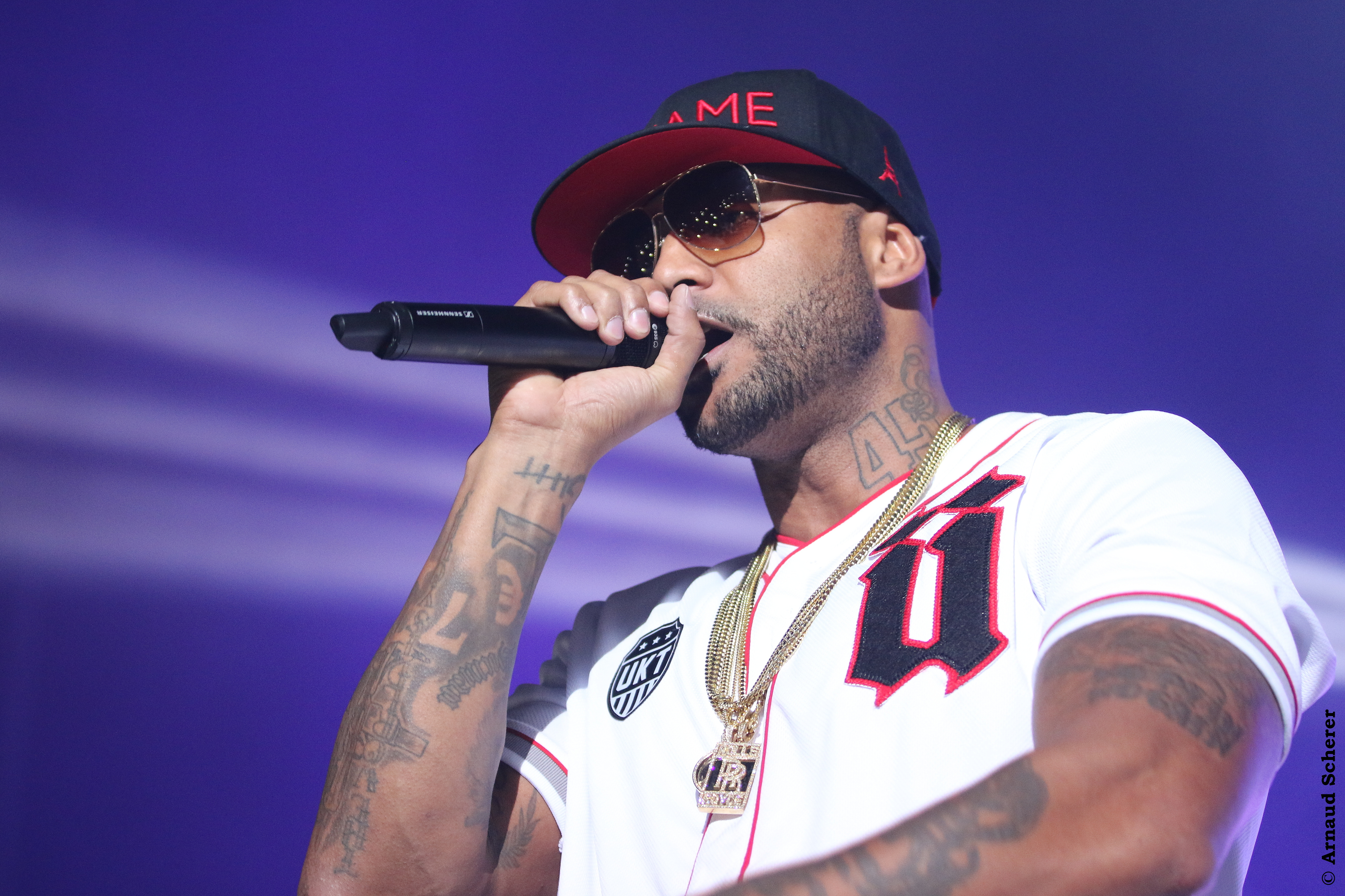
Booba in der Rockhal in Luxemburg (2014)

Booba (* 9. Dezember 1976 in Sèvres, Hauts-de-Seine; bürgerlich Élie Yaffa) ist ein französischer Rapper. Er zählt zu den erfolgreichsten französischen Rappern, sein Stil leitet sich vom amerikanischen Gangsta- und Hardcore-Rap ab. Nebenher ist er Gründer und Leiter seiner eigenen Modemarke Ünkut sowie des Labels Tallac Records. Booba lebt heute in Miami.

## Biografie
Booba wurde als Sohn eines Senegalesen und einer französischen Haushälterin geboren. Er wuchs in der Pariser Banlieue auf, erst in Meudon-la-Forêt, später in Boulogne-Billancourt. Im Alter von zehn Jahren begab sich Booba das erste Mal in das Heimatland seines Vaters. Dabei sah er auch die Insel Gorée, die ihn nach eigener Aussage stark geprägt hat und später auch wiederholt in seinen Texten Verwendung findet (bspw. „Et j'ai pleuré dès que j'ai touché l'île de Gorée“ (Booba: Maman dort) oder „A 10 ans, j'ai vu Gorée depuis mes larmes sont éternelles“ (Booba: 0.9)).
1992 zog Booba für ein Jahr nach Detroit in die USA zu einer Gastfamilie, wo er am dortigen Schulunterricht teilnahm und so sein Englisch verbesserte. Zwei Jahre später, wieder zurück in Frankreich, erschien Booba erstmals auf einem Tonträger: Auf dem Album Tout le monde dans la ronde von Les sages poètes de la rue ist er mit einer Strophe vertreten. Zudem trat er gemeinsam mit seinem Rap-Partner Ali auf dem Cut-Killer-Mixtape in Erscheinung.
Im folgenden Jahr, 1995, nahm er mit Ali zusammen sein erstes Album auf, das jedoch nie veröffentlicht wurde. Gerüchten zufolge trug das Projekt den Arbeitstitel Sortis de l’ombre; eine Idee, die später mit dem Song Hommes de l’ombre mit Ali und Mala zumindest teils wiederverwendet wurde. Ein Titel aus dieser Zeit wurde später auf Boobas Autopsie-Volume-1-Mixtape das erste Mal veröffentlicht.
Der Erfolg des Duos als Lunatic steigerte sich rasant, als 1996 der als wegweisend geltende Song Le Crime paie auf der Hostile-Hip-Hop-Compilation erschien. Es folgten erste Auftritte gemeinsam mit dem Kollektiv Time Bomb. Booba selbst wurde 1997 wegen Taxiüberfällen zu drei Jahren Haft verurteilt, in denen er unter anderem das Lied La lettre schrieb, das später auf Mauvais Œil veröffentlicht wurde. Kurz nach seiner Freilassung gründete sich das Rapper-Kollektiv 92I, das neben Booba selbst aus einigen befreundeten Rapper aus dem namensgebenden Département Hauts-de-Seine, das die Ordnungsnummer 92 trägt, besteht.
2000 nahmen Booba und die Rapper Rohff von Mafia K’1 Fry und Rim'K von 113 / Mafia K’1 Fry ein gemeinsames Lied auf, das jedoch nie erschien. Im Oktober desselben Jahres erschien Boobas erster Longplayer: Gemeinsam mit Ali produzierte er das Album Mauvais Œil, das in Frankreich als Independent-Veröffentlichung eine Goldene Schallplatte erhielt. Im Jahr 2002 veröffentlicht er sein Debütalbum Temps Mort über sein bisheriges Label 45 Scientific, das sich über 100.000 Mal verkaufte. Nur wenige Monate darauf, am 13. April 2002, wurde Booba einer Schießerei vor dem Aubervillierser Club Jean-Luc Lahaie angeklagt, jedoch wurde das Verfahren am Jahresende eingestellt. Zur gleichen Zeit veröffentlichte die französische Literaturzeitschrift Nouvelle Revue Française einen Artikel über Booba, in dem er mit früheren Dichtern verglichen wird. Ein Jahr später, 2003, verließ Booba sein Label 45 Scientific und zur gleichen Zeit auch seinen Partner Ali, mit dem er bis dato das Duo Lunatic bildete.
2004 gründete Booba die Modemarke Ünkut. Sie ist ein Mix aus der afro-amerikanischen Flat & X-large-Mode und elegantem, klassischem europäischem Kleidungsstil. Das Konzept ist es laut Booba, eine Symbiose aus Streetwear und Luxus zu erschaffen.
Auf musikalischer Ebene folgte die Veröffentlichung seines Soloalbums Panthéon. Dieses vertrieb er über sein neu gegründetes Sublabel Tallac Records bei Barclay / Universal Music Group; es verkaufte sich über 245.000 Mal. Im August 2004 trat Booba im Vorprogramm des amerikanischen Rappers 50 Cent auf, mit dem er später auch ein unveröffentlichtes Lied aufnahm. Außerdem widmete ihm Nas auf einem Konzert in Paris drei Lieder, bei denen er Beats von Booba verwendete (Temps mort, N° 10 und Repose en paix).
2005 drehte Booba gemeinsam mit Tony Parker in San Antonio ein Musikvideo zu dem gemeinsamen Song Top of the Game, auf dem auch der amerikanische Rapper Fabolous vertreten war. Der Titel brachte ihm neben steigendem Bekanntheitsgrad aber auch viel Kritik aus Frankreich ein, die ihm Sellout vorwarf. Auch in der folgenden Zeit erschien Booba verstärkt im amerikanischen Raum, so traf er auf den Sänger Ryan Leslie und hatte ein Fotoshooting mit der Sängerin und Model Cassie.
Auch forderten 2005 152 Abgeordnete und 49 Senatoren das französische Justizministerium auf, die Verfolgung und Überwachung mehrerer französischer Rap-Gruppen, darunter auch Lunatic, einzuleiten. Vorwurf ist der Aufruf zum Rassismus und Volksverhetzung gegen den französischen Staat und Verwaltungsapparat. Als Auslöser gilt unter anderem die Textzeile „Quand j'vois la France les jambes écartées, j'l'encule sans huile“ (Booba: La Bitume avec une Plume), in der Booba Frankreich metaphorisch mit einer Schlampe verglich.
Am 8. Januar 2006 organisierte Booba in Paris die Hip-Hop-Veranstaltung Ünkut Contest mit Raps, Basketballspielen, Breakdance-Einlagen sowie einem Auftritt Boobas, in dem er sein neues Album Ouest Side präsentierte. Dieses erschien am 13. Februar und verkaufte sich über 300.000 Mal, womit es bis heute Boobas erfolgreichstes Album ist. Es wurde dreifach mit einer Platin-Schallplatte ausgezeichnet und erreichte zum ersten Mal in Boobas Karriere den ersten Platz der französischen Hitparade. Kurz zuvor wurden Boobas Mutter und sein Bruder von Unbekannten aus deren Wohnung in Meudon entführt. Der Fall kam an die Öffentlichkeit, als Booba sich an die Polizei wandte. Trotz Lösegeldforderungen in Höhe von 500.000 Euro sowie zwei Alben des Künstlers kamen aber beide ohne die Zahlung eines Geldbetrags frei, woraufhin das Gerücht aufkam, es handele sich nur um Werbung für das Album Ouest Side. Zeitgleich veröffentlichte sein ehemaliges Label 45 Scientific ohne Boobas Einwilligung ein Black Album mit einer Sammlung an unveröffentlichten Titeln aus ihrer gemeinsamen Zeit.
Am 3. November 2006 trat Booba in der französischen Star Academy auf. Als erster Hip-Hop-Künstler in der Show rappte er seinen Song Au bout des rêves zusammen mit der Star-Academy-Sängerin Cynthia, was ihm erneut starke Kritik einbrachte.
Anfang nächsten Jahres entschloss sich Booba dazu, zeitweise nach London zu ziehen. Im Februar folgte der erste Auftritt Boobas im Pariser Konzerthaus Zenith. Zudem nahm Booba gemeinsam mit 50 Cent den Titel Hands up high auf, der auf der europäischen Edition von 50 Cents Album Curtis veröffentlicht werden sollte, letztendlich aber nie erschien und nur im Internet zirkulierte.
Nur ein Jahr nach seinem Umzug nach London zog Booba 2008 erneut um und begab sich nach Miami in die USA, wo er noch heute lebt.
Für einen Skandal sorgte Booba im November 2008 während eines Auftritts beim Rap-Festival Urban Peace 2. Noch während seines ersten Liedes wurde er aus dem Publikum mit diversen Gegenständen beworfen, ausgepfiffen und beleidigt, worauf er eine volle Flasche Jack Daniel’s in Richtung der betreffenden Gruppe in den Graben zwischen Bühne und Zuschauer warf und seinen Auftritt daraufhin abbrach. Wenige Wochen darauf folgte am 24. November 2008 die Veröffentlichung seines vierten Soloalbums 0.9, das trotz erneuter Goldauszeichnung vom französischen Publikum sehr kritisch bewertet wurde.
Im Mai 2009 veröffentlichte Boobas Label Tallac Records erstmals das Werk eines anderen Künstlers: Das Debütalbum Himalaya von Boobas langjährigem Begleiter Mala, auf dem Booba auch selbst mehrmals vertreten ist. Wenige Monate später folgte Boobas Mixtape Autopsie Volume 3, auf dem diverse Songs Boobas für Alben anderer Künstler, aber auch neue, exklusive Titel sowie Lieder anderer französischer Rapper, die Booba nach einiger Aussage einem breiten Publikum vorstellen möchte, vertreten sind. Darunter sind die Rapper Despo Rutti, Seth Gueko und Dosseh.
Am 22. November 2010 veröffentlichte Booba sein fünftes Studioalbum Lunatic, dessen Titel an die gemeinsame Crew mit Ali angelehnt ist. Es verkaufte sich über 150.000 Mal.
Einen der größten Erfolge in Boobas Karriere stellte im Oktober 2011 sein Auftritt im Palais Omnisports de Paris-Bercy dar, das ausverkauft war. Es war das erste Konzert eines französischen Rappers in einer vergleichbaren Größenordnung. Einen Monat darauf folgte das Mixtape Autopsie 4, das das Konzept der vorhergehenden Mixtapes aufgreift, dieses Mal jedoch nur exklusive Titel enthält. Erneut sind einige andere französische Rapper wie Kaaris, Niro, Djé oder Grödash geladen.
Am 26. November 2012 erschien Boobas sechstes Studioalbum Futur, auf dem unter anderem auch die amerikanischen Rap-Schwergewichte 2 Chainz und Rick Ross vertreten waren. Im Jahr 2013 folgte mit Futur 2.0 eine Wiederveröffentlichung.
Im Jahr 2014 wurde die Single La mort leur va si bien als Soundtrack zu dem gleichnamigen Mini-Film von Chris Macari veröffentlicht. Außerdem erschienen die Singles OKLM und 3G. 3G wurde von dem deutschen Produzenten X-plosive produziert, mit dem er bereits 2010 auf Lunatic zusammenarbeitete. Für das Jahr 2015 ist das Album D.U.C. angekündigt. Aus diesem wurde Ende 2014 das Lied Caracas als Promo-Single ausgekoppelt. Außerdem erschien ein Musikvideo zum Song Vrai mit 40000 Gang.

### Kontroversen
Der französische Rapper MC Jean Gab'1 griff Booba in seinem Track J't'emmerde an, indem er ihm vorwirft, nie wirklich Probleme in seiner Jugend gehabt zu haben. Booba reagierte mit folgendem Statement: „Es reicht, die Nachrichten zu schauen. Klar, haben wir hier keinen Irakkrieg, aber es gibt eine andere Unterdrückung, vom Staat, der Gesellschaft, den Leuten im Alltag. Als Schwarzer bekommt man in Frankreich öfter mal das Gefühl, nicht willkommen zu sein, ganz egal in welcher Wohngegend. Leute wie ich müssen zwei- oder drei- oder viermal so viel bringen, um es zu schaffen. Aber gut, ich fange jetzt nicht deswegen gleich zu weinen an.“
Anfang 2007 kam es zum Streit zwischen Booba und dem französischen Rapper Sinik. Booba beschuldigt ihn und andere französische Rapper auf dem Track Le DUC seines Mixtapes Autopsie Volume 2, dass schwarze im Verhältnis zu weißen Künstlern deklassiert würden. Sinik antwortete mit L'homme a abattre, worauf Booba wiederum mit Carton rose konterte. Sinik wollte mit einem letzten Track Tant que tu parles je réponds einen Schlussstrich ziehen, er wurde aber nie veröffentlicht.

## Stil

### Reimstil
Booba gehört zur französischen Nouvelle École (Neuen Schule), die Elemente des afro-amerikanischen Rap und Hip Hops mit heimischen Musikstilen mischt. Frankreich ist dabei eine Besonderheit, da die dortige Szene zusätzlich von nordafrikanischer Musik beeinflusst ist.
Booba verwendet diverse Anglizismen und Slang aus der afro-amerikanischen Szene. Des Weiteren zeichnet sich sein Reimstil akustisch durch die häufige Wiederholungen von Wortsilben aus:
Ouais Ouais, Si Si
Tout le monde s’écarte, je dé-dé-débarque /
9.2 dramatique barque, j’distritribue des -des baffes /
Contrôle d’identité montre-montre nous tes fafs /
Mal à la chatte à ta grand mère la la grosse biatch /
(Auszug aus 92 Izi vom Album Ouest Side)

## Diskografie
Studioalben

| Jahr | Titel Musiklabel                        | Höchstplatzierung, Gesamtwochen, AuszeichnungChartplatzierungen (Jahr, Titel, Musiklabel, Platzierungen, Wochen, Auszeichnungen, Anmerkungen) | Höchstplatzierung, Gesamtwochen, AuszeichnungChartplatzierungen (Jahr, Titel, Musiklabel, Platzierungen, Wochen, Auszeichnungen, Anmerkungen) | Höchstplatzierung, Gesamtwochen, AuszeichnungChartplatzierungen (Jahr, Titel, Musiklabel, Platzierungen, Wochen, Auszeichnungen, Anmerkungen) | Anmerkungen                             | [↑]: gemeinsam behandelt mit vorhergehendem Eintrag; [←]: in beiden Charts platziert |
| Jahr | Titel Musiklabel                        | FR | BEW | CH | Anmerkungen                             |                                                                                      |
| ---- | --------------------------------------- | --- | --- | --- | --------------------------------------- | ------------------------------------------------------------------------------------ |
| 2002 | Temps mort Tallac Records               | FR2 Gold · (40 Wo.)FR | BEW41 (1 Wo.)BEW | — | Erstveröffentlichung: 22. Januar 2002   |                                                                                      |
| 2004 | Panthéon Tallac Records                 | FR3 Gold · (56 Wo.)FR | BEW26 (19 Wo.)BEW | CH25 (8 Wo.)CH | Erstveröffentlichung: 11. Mai 2004      |                                                                                      |
| 2006 | Ouest Side Tallac Records               | FR1 Platin · (63 Wo.)FR | BEW12 (33 Wo.)BEW | CH18 (13 Wo.)CH | Erstveröffentlichung: 13. Februar 2006  |                                                                                      |
| 2008 | 0.9 Tallac Records                      | FR6 (30 Wo.)FR | BEW27 (13 Wo.)BEW | CH60 (2 Wo.)CH | Erstveröffentlichung: 24. November 2008 |                                                                                      |
| 2010 | Lunatic Tallac Records                  | FR1 (43 Wo.)FR | BEW9 (22 Wo.)BEW | CH24 (3 Wo.)CH | Erstveröffentlichung: 22. November 2010 |                                                                                      |
| 2012 | Futur Tallac Records                    | FR4 ×3Dreifachplatin · (60 Wo.)FR | BEW5 (77 Wo.)BEW | CH14 (3 Wo.)CH | Erstveröffentlichung: 26. November 2012 |                                                                                      |
| 2013 | Futur 2.0 Tallac Records[FR: ↑][BEW: ↑] | FR4 ×3Dreifachplatin · (60 Wo.)FR | BEW5 (77 Wo.)BEW | CH28 (1 Wo.)CH | Erstveröffentlichung: 25. November 2013 |                                                                                      |
| 2015 | D.U.C. Tallac Records                   | FR1 Platin · (37 Wo.)FR | BEW1 (37 Wo.)BEW | CH2 (5 Wo.)CH | Erstveröffentlichung: 13. April 2015    |                                                                                      |
| 2015 | Nero Nemesis Tallac Records             | FR7 Platin · (77 Wo.)FR | BEW7 (103 Wo.)BEW | CH9 (4 Wo.)CH | Erstveröffentlichung: 4. Dezember 2015  |                                                                                      |
| 2017 | Trône Tallac Records                    | FR1 Diamant · (124 Wo.)FR | BEW3 (259 Wo.)BEW | CH12 (5 Wo.)CH | Erstveröffentlichung: 1. Dezember 2017  |                                                                                      |
| 2021 | Ultra Tallac Records                    | FR2 ×2Doppelplatin · (133 Wo.)FR | BEW2 Platin · (86 Wo.)BEW | CH2 (14 Wo.)CH | Erstveröffentlichung: 4. März 2021      |                                                                                      |
| 2024 | Ad vitam æternam Tallac Records         | FR1 Platin · (… Wo.)FR | BEW1 (37 Wo.)BEW | CH3 (8 Wo.)CH | Erstveröffentlichung: 9. Februar 2024   |                                                                                      |